# Piedone l'africano
Piedone l'africano è un film del 1978 diretto da Steno. È il terzo film della quadrilogia di Piedone.

## Trama
Un poliziotto sudafricano contatta il commissario Rizzo, detto "Piedone", per chiedergli aiuto, ma all'appuntamento al porto di Napoli viene ucciso mentre sta per fornirgli informazioni su un traffico internazionale di diamanti e droga. Rizzo parte per il Sudafrica dove incontra Bodo, il bambino dell'agente ucciso, già orfano della madre, al quale si affezionerà, e Caputo, il suo ex brigadiere della Polizia di Stato, emigrato da Napoli a Johannesburg dove lavora come cameriere in un ristorante di lusso. 
Il padrone del ristorante è Smollett, un imprenditore che ha interessi nel commercio di diamanti e di animali esotici. Piedone, raggiunti Smollet e Caputo in una tenuta dell'entroterra - dove l'imprenditore aveva riunito alcuni amici per una battuta di caccia - sfugge a diversi attentati organizzati da Spiros, un collaboratore dell'imprenditore. Fingendo di volersi fare corrompere, Piedone partecipa a un'azione in cui Spiros e alcuni altri compari sottraggono i diamanti da una miniera sotto stretta sorveglianza - si tratta di uno schema usato dalla banda per appropriarsi di diamanti che verranno poi utilizzati per acquistare la droga da mandare in Europa.
Quando sono ormai al sicuro nel deserto, Spiros cerca di eliminare Piedone ma questi riesce a fuggire. I due si troveranno di nuovo faccia a faccia di lì a poco, in una delle tenute di Smollet. Grazie anche all'intervento di un agente del servizio segreto che lo ha tenuto sotto controllo dal momento in cui è arrivato in Sudafrica, Piedone riesce ad avere la meglio sulla banda e ad assicurare Smollett e Spiros alla polizia e, una volta tornato a Napoli, adotterà Bodo - rimasto orfano e che ormai considera lui come un nuovo papà - prendendolo con sé.

## Produzione

### Ambientazione
Il film è stato girato nell'Africa del Sud-Ovest, ossia l'attuale Namibia, all'epoca non ancora indipendente (lo diverrà nel 1990), bensì controllata dal Sudafrica. Quando fu girato il film, in Sudafrica vigeva però ancora l'apartheid e Bud Spencer, in una intervista del 2003, ha ricordato che abbandonò con tutta la troupe, in segno di protesta, il ristorante che aveva vietato l'ingresso al bimbo solo perché di colore, ma è stato poi informato dal capo della polizia che sarebbe stato espulso immediatamente dal paese se questo comportamento si fosse ripetuto in futuro.

### Colonna sonora
La canzone del titolo Freedom è interpretata da Guido De Angelis e Maurizio De Angelis con lo pseudonimo de "I Charango".

## Accoglienza
Il film si è classificato al 10º posto tra i primi 100 film di maggior incasso della stagione cinematografica italiana 1977-1978.
Dal momento che il film era ambientato in Sudafrica, che era stato ostracizzato a livello internazionale a causa dell'apartheid, il film non è stato mostrato nella Germania Est.

## Riconoscimenti
- 1979 – Goldene Leinwand
  - vinto

## La saga diPiedone
- Piedone lo sbirro (1973)
- Piedone a Hong Kong (1975)
- Piedone l'africano (1978)
- Piedone d'Egitto (1980)
- Piedone - Uno sbirro a Napoli (2024) – spin-off televisivo